# Zederngirlitz
Der Zederngirlitz (Serinus syriacus) ist ein Singvogel aus der Familie der Finken (Fringillidae).

## Beschreibung
Der Zederngirlitz wird zwischen 12 und 13 Zentimeter lang. Sein Schnabel ist klein und kurz. Sein Gefieder ist größtenteils gelbgrün und blass. Er hat einen gelbgrünen Bürzel, grüne Flügel und ist an der Unterseite blass gelblich mit schwarzer Strichelung. Der männliche Zederngirlitz hat eine dunkelgelbe Stirn und einen langen Schwanz. Seine Oberseite ist schwach gestreift und die Unterseite grau. Das Weibchen ist matter gefärbt, mit weniger gelb und mehr olivgrau. Im Jugendkleid sind die grünlichen Teile noch blass gelblich braun.

## Verbreitung und Lebensweise
Der Zederngirlitz brütet nur in Libanon und den Grenzgebieten zu Syrien und Israel.
Er brütet an Berghängen und in hügeligen, höher gelegenen Gebieten mit vereinzelt Büschen und Bäumen. Einige Vögel ziehen im Winter in südlichere Regionen.

## Stimme
Der Zederngirlitz hat einen trockenen, rollenden Ruf der wie ein „pe-re-ret“ oder „pü-tü“ klingt.